# دان سايمور
دان سايمور (بالإنجليزية: Dan Seymour)‏ هو ممثل أمريكي، ولد في 22 فبراير 1915 بشيكاغو في الولايات المتحدة، وتوفي في 25 مايو 1993 في الولايات المتحدة بسبب سكتة.

## أعمال

### أفلام
- (1942) كازبلانكا
- (1948) جوني بليندا
- (1948) كي لارغو
- (1973) الطريق الذي كنا عليه[4]

## وصلات خارجية
- دان سايمور على موقع IMDb (الإنجليزية)
- دان سايمور على موقع ألو سيني (الفرنسية)
- دان سايمور على موقع تيرنر كلاسيك موفيز (الإنجليزية)
- دان سايمور على موقع أول موفي (الإنجليزية)
- دان سايمور على موقع قاعدة بيانات برودواي على الإنترنت (الإنجليزية)
- دان سايمور على موقع قاعدة بيانات الأفلام السويدية (السويدية)
- دان سايمور على موقع إن إن دي بي (الإنجليزية)
- دان سايمور على موقع قاعدة بيانات الفيلم (الإنجليزية)
- دان سايمور على موقع كينوبويسك (الروسية)